# Lenggong
Lenggong je název města nacházejícího se ve státě Perak na severozápadu Malajsie, přibližně 100 km severně od města Ipoh. Je známé pro archeologická naleziště, která se nacházejí v blízkosti města a která jsou od roku 2012 součástí světového kulturního dědictví UNESCO.
Zdejší archeologická naleziště patří k nejvýznamnějším v celosvětovém měřítku. Patří mezi ně několik jeskyní, tak i nalezišť pod širým nebem. Byly zde nalezeny různé předměty, artefakty a kosterní pozůstatky z období paleolitu, neolitu i doby bronzové. Ruční sekery, které zde byly také nalezeny a jejichž stáří je odhadováno až na 1,83 milionu let, patří mezi nejstarší mimo Afriku a naznačují, že údolí Lenggong bylo mimořádně raným místem přítomnosti hominidů v jihovýchodní Asii.